# Parc national de Thayatal
Le parc national de Thayatal est un parc national d'Autriche situé dans le land de la Basse-Autriche, dans la vallée de Thaya à la frontière avec la République tchèque.
Fondé en 2000 sur une superficie de 1 330 hectares, il est le plus petit parc national d'Autriche.

## Histoire
Après avoir appris en 1984 qu’une centrale électrique devait être construite du côté tchèque sur la Thaya, des initiatives citoyennes et la ville de Hardegg ont essayé avec succès d’empêcher la construction.
En 1988 et 1991, deux zones le long de la Thaya sont placées sous protection de la nature par ordonnance du gouvernement du Land de Basse-Autriche. Ces deux zones sont les précurseurs du parc national d’aujourd’hui.

## Description
Il est relié au parc national tchèque de Podyjí. La vallée de Thaya (Thayatal) avec ses forêts escarpées à flanc de colline est l’une des plus belles vallées d’Autriche. Le point culminant est la montagne de gneiss autour de laquelle coule la Thaya. En plus de la ville de Hardegg, Burg Hardegg et les ruines de Kaja sont situés dans le parc national.

## Flore et faune
Le plus petit parc national d’Autriche abrite la moitié de toutes les espèces végétales présentes dans le pays, car il se situe dans une zone de transition climatique.
De nombreuses espèces animales et végétales rares ont leur habitat dans le Thayatal : loutres, couleuvres tessellées, tritons à crête et pygargues à queue blanche alors que les invités d’hiver bénéficient de l’écosystème intact de la rivière. La cigogne noire, la couleuvre d’Esculape et le pic à dos blanc vivent cachés dans la forêt quasi naturelle. Les prairies sèches et les sites rocheux constituent également un habitat important pour les espèces en voie de disparition telles que le lézard vert de l’Est, le serpent coronelle lisse, le hibou grand-duc et le grand corbeau. Après l’ouverture du Rideau de fer, des espèces animales qui avaient déjà disparu en Autriche ont été repérées dans le Thayatal : le cerf élaphe et le chat sauvage.

## Galerie

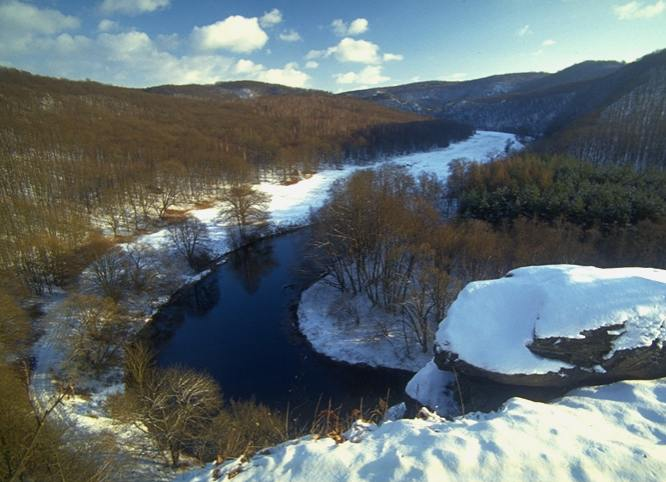
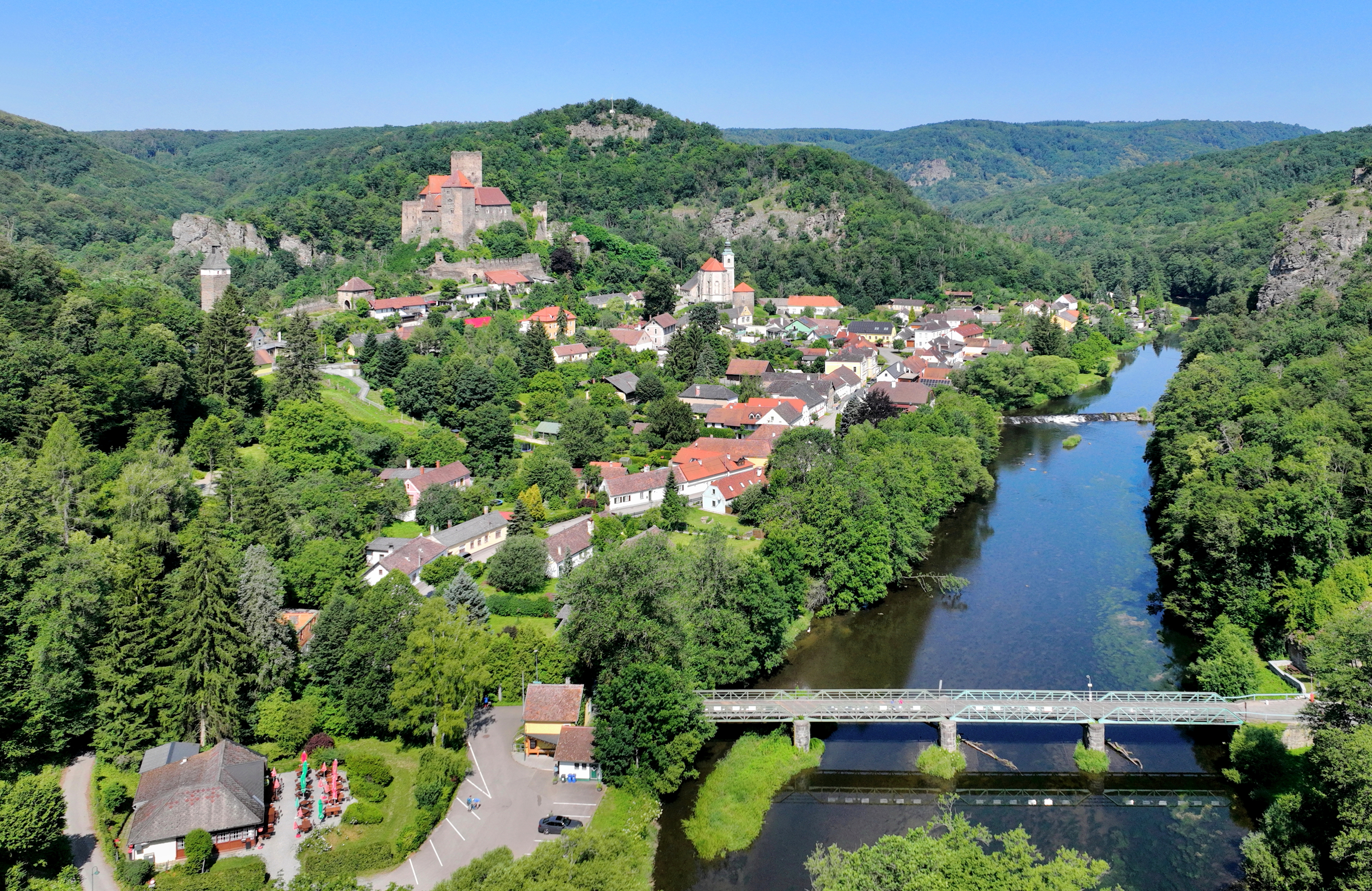
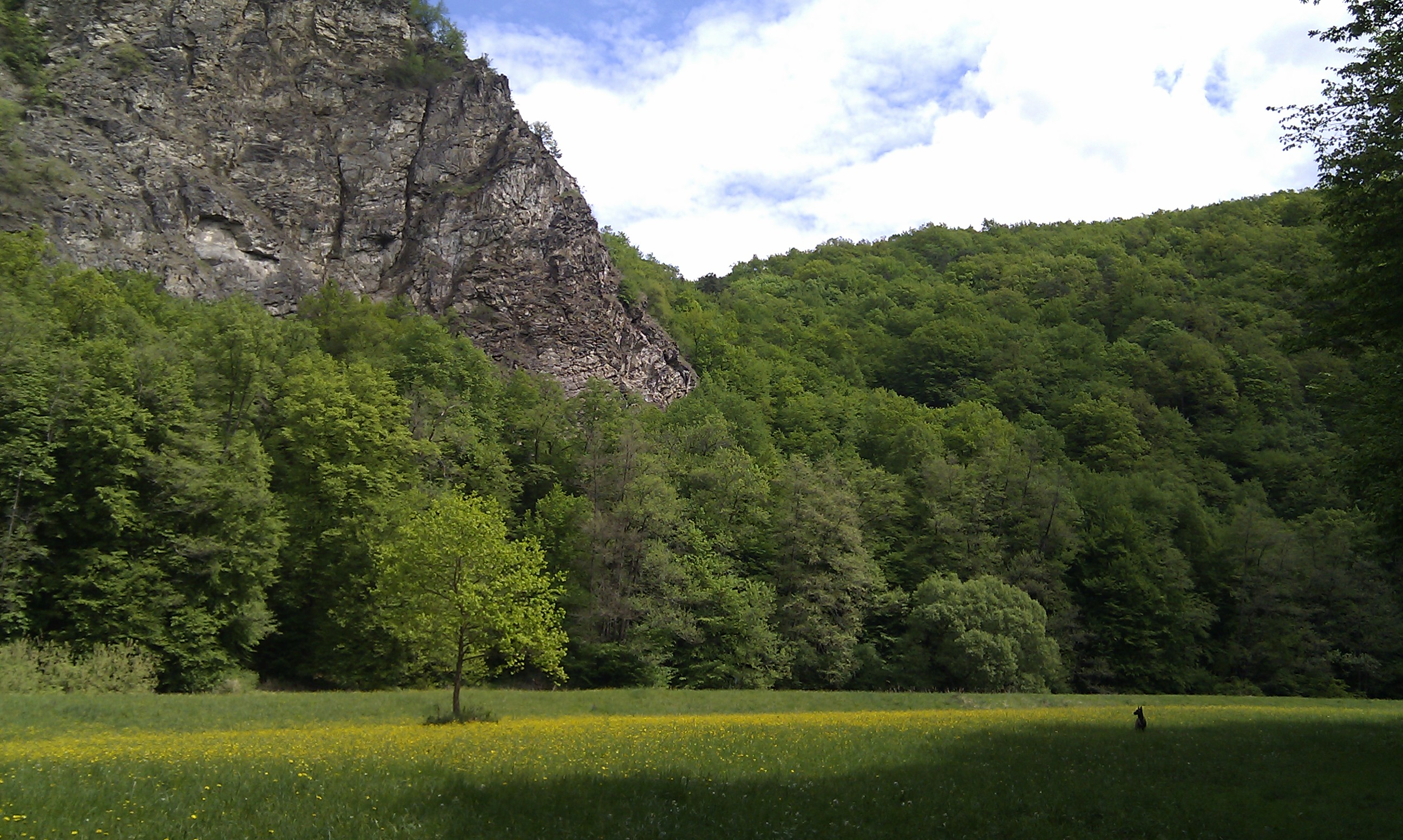
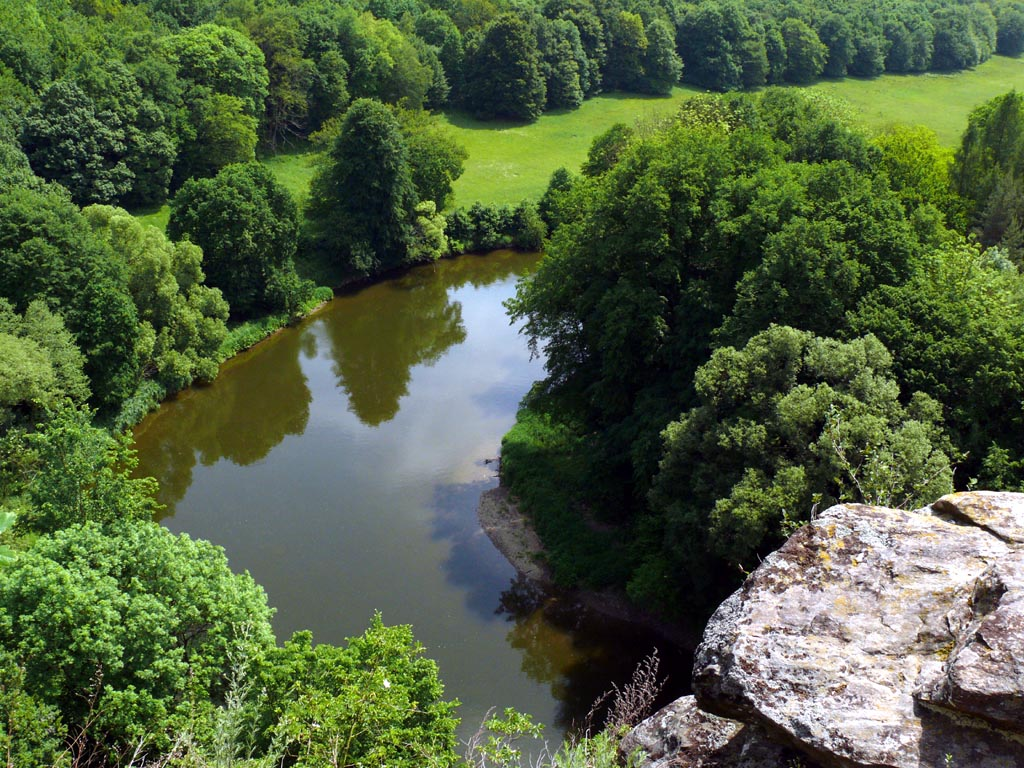
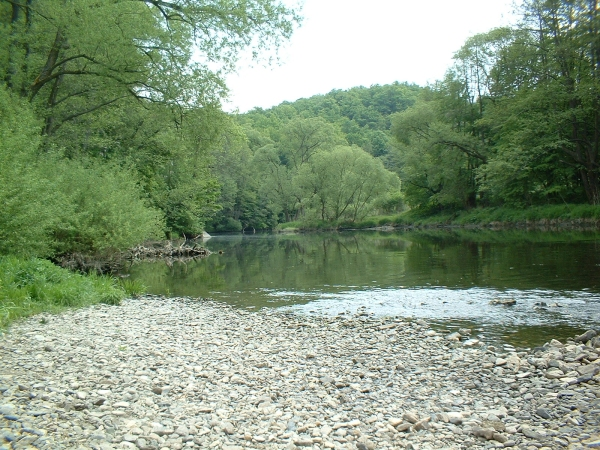